# Montreal Orchestra
Le Montreal Orchestra est un orchestre symphonique canadien ayant existé de 1930 à 1941 à Montréal. Bien qu'il ne fut pas le premier orchestre à s'établir dans cette ville, il est considéré par les historiens de la musique comme étant son premier orchestre professionnel.

## Solistes notables
Plusieurs solistes notables participèrent comme invité à l'orchestre, dont :
- Webster Aitken
- Ellen Ballon
- Harold Bauer
- Cédia Brault
- Harriet Cohen
- Etta Coles
- Lionel Daunais
- Jeanne Dusseau
- Georges Enesco
- Emanuel Feuermann
- Ria Ginster
- Gertrude Huntly Green
- Leslie Holmes
- Paul de Marky
- Nathan Milstein
- Séverin Moisse
- Kathleen Parlow
- Ross Pratt
- William Primrose
- Felix Salmond
- E. Robert Schmitz
- Albert Spalding
- Ethel Stark
- Paul Wittgenstein
- Naomi Yanova Adaskin
- Efrem Zimbalist

## Source
- (en) Cet article est partiellement ou en totalité issu de l’article de Wikipédia en anglais intitulé « Montreal Orchestra » (voir la liste des auteurs).